# Anthien
Anthien település Franciaországban, Nièvre megyében. Lakosainak száma 168 fő (2022. január 1.). Anthien Neuffontaines, Corbigny, Magny-Lormes, Moissy-Moulinot, Pouques-Lormes és Ruages községekkel határos.

## Népesség
A település népességének változása:
| Lakosok száma | 177  | 181  | 189  | 177  | 173  | 169  | 168  | 167  | 168  |
|               | 2013 | 2015 | 2016 | 2017 | 2018 | 2019 | 2020 | 2021 | 2022 |